# DFB-Pokal 2016-2017 (primo turno)
Questa voce raccoglie in dettaglio i risultati delle partite del primo turno della DFB-Pokal 2016-2017, disputato in gara secca tra il 19 e i
l 22 agosto 2016.
| Treviri agosto 2016 | Eintracht Treviri | – | Borussia Dortmund | Moselstadion |

| Bochum agosto 2016 | Wattenscheid 09 | – | Heidenheim | Lohrheide-Stadion |

| Lotte agosto 2016 | Sportfreunde Lotte | – | Werder Brema | ConnectM-Arena |

| Duisburg agosto 2016 | Duisburg | – | Union Berlino | Schauinsland-Reisen-Arena |

| Drochtersen agosto 2016 | Drochtersen-Assel | – | Borussia M'gladbach | Kehdinger Stadion |

| Würzburg agosto 2016 | Kickers Würzburg | – | Eintracht Braunschweig | Flyeralarm Arena |

| Francoforte sul Meno agosto 2016 | FSV Francoforte | – | Wolfsburg | Frankfurter Volksbank Stadion |

| Ratisbona agosto 2016 | Jahn Ratisbona | – | Hertha Berlino | Continental Arena |

| Monaco di Baviera agosto 2016 | Monaco 1860 | – | Karlsruhe | Allianz Arena |

| Norderstedt agosto 2016 | Eintracht Norderstedt | – | Greuther Fürth | Edmund-Plambeck-Stadion |

| Potsdam agosto 2016 | Babelsberg | – | Friburgo | Karl-Liebknecht-Stadion |

| Offenbach am Main agosto 2016 | Kickers Offenbach | – | Hannover 96 | Sparda-Bank-Hessen-Stadion |

| Walldorf agosto 2016 | Astoria Walldorf | – | Bochum | FC-Astoria Stadion |

| Colonia agosto 2016 | Viktoria Colonia | – | Norimberga | Sportpark Höhenberg |

| Essen agosto 2016 | Rot-Weiss Essen | – | Arminia Bielefeld | Stadion Essen |

| Magdeburgo agosto 2016 | Magdeburgo | – | Eintracht Francoforte | MDCC-Arena |

| Aue agosto 2016 | Erzgebirge Aue | – | Ingolstadt 04 | Sparkassen-Erzgebirgsstadion |

| Zwickau agosto 2016 | Zwickau | – | Amburgo | location da stabilire |

| Unterhaching agosto 2016 | Unterhaching | – | Magonza | Alpenbauer Sportpark |

| Villingen-Schwenningen agosto 2016 | Villingen | – | Schalke 04 | Ebm-papst-Stadion |

| Dresda agosto 2016 | Dinamo Dresda | – | RB Lipsia | DDV-Stadion |

| Lubecca agosto 2016 | Lubecca | – | St. Pauli | Stadion Lohmühle |

| Barsinghausen agosto 2016 | Germania Egestorf/Langreder | – | Hoffenheim | Joyetech-Arena |

| Berlino agosto 2016 | Preußen Berlino | – | Colonia | Preußenstadion |

| Ravensburg agosto 2016 | Ravensburg | – | Augusta | Ebra-Stadion |

| Rostock agosto 2016 | Hansa Rostock | – | Fortuna Düsseldorf | Ostseestadion |

| Paderborn agosto 2016 | Paderborn | – | Sandhausen | Benteler-Arena |

| Hauenstein agosto 2016 | Hauenstein | – | Bayer Leverkusen | Stadion am Neding |

| Homburg agosto 2016 | Homburg | – | Stoccarda | Waldstadion Homburg |

| Jena agosto 2016 | Carl Zeiss Jena | – | Bayern Monaco | Ernst-Abbe-Sportfeld |

| Brema agosto 2016 | Bremer | – | Darmstadt | Stadion am Panzenberg |

| Halle agosto 2016 | Hallescher | – | Kaiserslautern | Erdgas Sportpark |